# Biens immobiliers de l'université de Finlande
Les biens immobiliers de l'université de Finlande (finnois : Suomen Yliopistokiinteistöt Oy, Sigle: SYK)  est l'une des trois sociétés à responsabilité limitée fondées en 2009, à qui les propriétés du Sénat a transféré l'ensemble des activités immobilières des universités finlandaises.
La société possède, fait construire et développe les biens immobiliers disponibles pour les universités et les collèges en dehors de la région métropolitaine d'Helsinki.